# Isla Koome
Isla Koome es una isla en el Lago Victoria, en el país africano de Uganda. Se encuentra situada en el distrito de Mukono, al noroeste del lago Victoria, en el centro del país. Es una de los ochenta y cuatro (84) islas en el archipiélago de las islas Ssese y que constituyen el Distrito Kalangala. Las islas se encuentran en dos grandes grupos, el grupo del noreste y el grupo del suroeste, separados por el Canal de Koome. Koome es la isla más grande en el grupo del noreste. Otras islas en el mismo grupo incluyen: Damba, Luwaji,  Ngamba, Bulago, Kayaga entre otras. Se localiza a unos 63 kilómetros (39 millas), por el agua, al noreste de Kalangala, sede del distrito donde se encuentran. Koome también está a unos 35 kilómetros (22 millas), por el agua, al sureste de Entebbe, la ciudad grande más cercana. Las coordenadas de Koome son 00°05′06″S 32°45′00″E / -0.08500, 32.75000
El área urbana más grande de la isla se llama Bugombe, situada en la orilla noroeste de la isla. La principal actividad económica en Koome, como en el caso de la mayoría de las islas adyacentes de las islas Ssese es la pesca. La Perca del Nilo es la especie de pescado principal, siendo la captura procesada en tierra firme para su exportación. La sobrepesca es un problema. Otras actividades económicas incluyen la agricultura, y la ganadería, la explotación forestal y el turismo.